# Kooperationsverbund Gesundheitliche Chancengleichheit
Der Kooperationsverbund „Gesundheitliche Chancengleichheit“ ist ein Verbundprojekt der Bundeszentrale für gesundheitliche Aufklärung (BZgA), der Bundes- und Landesvereinigungen für Gesundheit, von Krankenkassen und Ärzteverbänden, dem Deutschen Städtetag, der Bundesagentur für Arbeit, Wohlfahrtsverbänden und vielen weiteren Partnerorganisationen. Er wurde 2003 auf Initiative der BZgA gegründet.

## Hintergrund und Entstehung
Wer in Deutschland durch schwierige Lebensumstände benachteiligt ist, hat ein doppelt so hohes Risiko zu erkranken und eine bis zu zehn Jahre geringere Lebenserwartung, als Menschen in günstigeren Lebensumständen. Schichtabhängige Unterschiede betreffen den Gesundheitszustand, das Gesundheitsverhalten und die Inanspruchnahme von Vorsorge- und Früherkennungsuntersuchungen.
Vor dem Hintergrund dieser Situation hat die Bundeszentrale für gesundheitliche Aufklärung (BZgA) im Auftrag des Bundesministeriums für Gesundheit (BMG), gemeinsam mit mehreren Bundesländern, den Landesvereinigungen für Gesundheit, der Bundesvereinigung Prävention und Gesundheitsförderung, Krankenkassen, Ärzte- und Wohlfahrtsverbände begonnen, den bundesweiten Kooperationsverbund „Gesundheitsförderung bei sozial Benachteiligten“ aufzubauen. Seit 2003 ist die Internetplattform des Kooperationsverbundes unter www.gesundheitliche-chancengleichheit.de im Internet präsent. Grundstein des Verbundes ist die Kooperationserklärung, die 2003 unterzeichnet wurde. Der Verbund wurde im November 2012 in „Kooperationsverbund Gesundheitliche Chancengleichheit“ umbenannt.
Seit Januar 2024 umfasst der Kooperationsverbund 75 Partnerorganisationen. Ein Beratender Arbeitskreis bei der BZgA aus anerkannten Experten aus Wissenschaft, Krankenkassen, Politik und Praxis begleitet die Aktivitäten des Kooperationsverbundes fachlich. Die Geschäftsstelle des Kooperationsverbunds wird von Gesundheit Berlin-Brandenburg, Arbeitsgemeinschaft für Gesundheitsförderung, koordiniert.

## Ziele
Die Gesundheit von Menschen in schwierigen sozialen Lebenslagen stärken ist das Anliegen und Thema der Partner im Kooperationsverbund Gesundheitliche Chancengleichheit.
Zentrale Ziele sind,
- die Transparenz über Aktivitäten im Handlungsfeld der Gesundheitsförderung für sozial benachteiligte Zielgruppen zu erhöhen (u. a. durch die bundesweite Praxisdatenbank),
- die Qualitätsentwicklung der Angebote zu unterstützen (u. a. durch die Good Pracitice-Kriterien und ausgewählte Praxisbeispiele) und
- die Zusammenarbeit der Akteure zu fördern (u. a. durch die Koordinierungsstellen Gesundheitliche Chancengleichheit in den Bundesländern).[4]

Der Kooperationsverbund versteht Gesundheitsförderung als ein Querschnittsthema und unterstützt die Entwicklung gesundheitsfördernder Aktivitäten auch in „gesundheitsfernen“ Handlungsfeldern.

## Aktivitäten
Um einen Überblick im Handlungsfeld Gesundheitsförderung bei sozial Benachteiligten zu ermöglichen sowie Wissen zu multiplizieren, wurde die Internetplattform „www.gesundheitliche-chancengleichheit.de“ aufgebaut. Diese enthält als Herzstück eine bundesweite Datenbank für Praxisprojekte und Angebote der Gesundheitsförderung bei sozial Benachteiligten mit derzeit über 2.000 eingetragenen Angeboten.
Um die Qualitätsentwicklung in der Praxis der soziallagenbezogenen Gesundheitsförderung zu unterstützen, haben Experten des Beratenden Arbeitskreises zwölf „Good Practice-Kriterien“ entwickelt. Die Nutzung dieser Kriterien unterstützt der Kooperationsverbund, indem unter seinem Dach Instrumente und Materialien entwickelt und bereitgestellt werden, wie beispielsweise die Arbeitshilfen für Prävention und Gesundheitsförderung im Quartier und die Werkstätten zur Umsetzung der Qualitätskriterien im kommunalen Rahmen. Ende 2015 konnten die Good Practice-Kriterien als „Steckbriefe“ gründlich überarbeitet werden. Für alle Kriterien liegen nun Stufenleitern der Umsetzung vor. Damit erhalten Praktiker ein Instrument für die Auseinandersetzung mit der Qualität ihrer eigenen Arbeit.
Der Kooperationsverbund engagiert sich inhaltlich vor allem in fünf Handlungsfeldern: Kindergesundheit, Gesundheitsförderung bei Arbeitslosen, Gesundheitsförderung bei Geflüchteten, Gesundheitsförderung im Stadtteil sowie in der Gesundheitsförderung bei älteren Menschen. Er organisiert fachlichen Austausch durch Tagungen und Workshops und stellt Informationsmaterialien bereit.
Um Praxisprojekte und Akteure in Stadtteilen mit besonderem Entwicklungsbedarf in der gesundheitsförderlichen Ausgestaltung ihrer Angebote zu unterstützen, wurden im Rahmen des Kooperationsverbundes die Arbeitshilfen „Aktiv werden für Gesundheit“ entwickelt. Die Arbeitshilfen stellen wirksame Maßnahmen vor, geben Hinweise und Tipps für die Umsetzung sowie für hilfreiche Kooperationen.

## Koordinierungsstellen Gesundheitliche Chancengleichheit
Parallel zur Internetplattform wurde begonnen, bei den Landesvereinigungen für Gesundheit „Koordinierungsstellen Gesundheitliche Chancengleichheit“ (KGC, bis zum November 2012 „Regionale Knoten“) in den Bundesländern einzurichten, um das Thema soziale Lage und Gesundheit auch vor Ort zu stärken. In allen 16 Bundesländern vertreten sind die Koordinierungsstellen seit 2007.
Die KGC sind die Kompetenz- und Vermittlungsstellen des Kooperationsverbundes auf Landesebene. Um optimal an die bestehenden Strukturen anzuknüpfen, sind sie in den Landesvereinigungen für Gesundheitsförderung (LVG) angesiedelt, auf deren fachliches Know-how sie zurückgreifen können. In den Bundesländern ohne LVG übernehmen vergleichbare Einrichtungen diese Funktion.
Die KGC fördern die Zusammenarbeit zwischen Bundes- und Landesebene, verbessern den Informations-Transfer zwischen den gesundheitsfördernden Angeboten in ihren Bundesländern und tragen so zur Stärkung des Themas wie auch zur qualitativen Weiterentwicklung der Praxis bei. In diesem Kontext integrieren sich die KGC in die jeweiligen gesundheitspolitischen und fachlichen Schwerpunktsetzungen in ihren Bundesländern, die sich u. a. in Gesundheitszielen und Landesgesundheitskonferenzen widerspiegeln.
Im Herbst 2016 beauftragte der GKV-Spitzenverband die BZgA im Rahmen der Umsetzung des Gesetzes zur Stärkung der Gesundheitsförderung und der Prävention damit, die Arbeit der KGC qualitativ und quantitativ weiterzuentwickeln. Durch eine personelle Aufstockung können die Aktivitäten im Themenfeld soziale Benachteiligung und vulnerable Zielgruppen im jeweiligen Land zuverlässig koordiniert und ausgebaut werden.

## Kommunaler Partnerprozess „Gesundheit für alle“
Ausgehend von der Frage, wie Kinder und Jugendliche in schwieriger soziale Lage gesünder aufwachsen können, haben die Mitgliedsorganisationen im Kooperationsverbund Handlungsempfehlungen „Gesundheitschancen von sozial benachteiligten Kindern und Jugendlichen nachhaltig verbessern!“ zusammengetragen. Die Empfehlungen basieren auf den Erfahrungen aus der Praxis (u. a.den Good Practice-Beispielen) und bündeln deren Ansatzpunkte und Strategien.
Um die Umsetzung der Empfehlungen in den Kommunen zu unterstützen, initiiert der Kooperationsverbund einen gemeinsamen Erfahrungsaustausch auf kommunaler Ebene. 2011 unter dem Namen „Gesund aufwachsen für alle!“ ins Leben gerufen, konzentrierte sich der kommunale Partnerprozess bis Herbst 2015 vor allem auf die Gesundheitsförderung im Bereich Kinder und Jugendliche. Im November 2015 wurde die Erweiterung des Partnerprozess auf alle Lebensphasen und seine Umbenennung in „Gesundheit für alle“ offiziell beschlossen.
Der Partnerprozess hat zum Ziel, kommunale Angebote und Ansätze ressortübergreifend in Einklang zu bringen und sicherzustellen, dass von der Phase rund um die Geburt bis zum Lebensende bedarfsgerechte und auf einander abgestimmte Angebote gewährleistet werden können. Insbesondere geht es darum, die Unterstützungsangebote rund um biografische Übergänge (Transitionen) so zu gestalten und aufeinander abzustimmen, dass sie von den Betroffenen möglichst nicht als gesundheitliche Belastungen erlebt werden. Solche integrierten kommunalen Gesamtkonzepte sollen einen Beitrag dazu leisten, Armutsfolgen zu verringern.
Um die Ergebnisse und Erfahrungen aus dem Partnerprozess möglichst vielen Kommunen zur Verfügung zu stellen, nutzt der Partnerprozess die Internetplattform inforo. inforo ist ein Gemeinschaftsprojekt verschiedener kommunal-orientierter Partner, das über verschiedene Online-Angebote die ressortübergreifende Zusammenarbeit erleichtert sowie den Fachaustausch fördert. Der Partnerprozess auf inforo stellt beispielsweise entwickelte kommunale Arbeitsmaterialien allen weiteren interessierten Fachkräften zur Verfügung oder lädt zu Online-Diskussionen ein.

## Vernetzung
Die 80. Gesundheitsministerkonferenz beschloss im Jahr 2007 eine Stärkung des Kooperationsverbundes. Der Sachverständigenrat zur Begutachtung der Entwicklung im Gesundheitswesen (SVR) widmete im gleichen Jahr der Arbeit des Kooperationsverbundes ein eigenes Kapitel in seinem Gutachten „Kooperation und Verantwortung“. Darin werden die Zusammenarbeit der Partner und insbesondere die Vernetzungsarbeit auf Landesebene durch die Regionalen Knoten (heute: Koordinierungsstellen Gesundheitliche Chancengleichheit) gewürdigt. Die Gutachter haben empfohlen, diese Strukturen sollten gestärkt und ausgebaut werden.
Im Jahr 2014 haben die Minister und Senatoren für Gesundheit der Länder im Rahmen der 87. Gesundheitsministerkonferenz den Beschluss „Unterstützung des kommunalen Partnerprozesses ‚Gesund aufwachsen für alle‘ und Umsetzung gesundheitsziele.de“ gefasst.
Im „Leitfaden Prävention - Handlungsfelder und Kriterien des GKV-Spitzenverbandes zur Umsetzung der §§ 20 und 20a SGB V“ in der überarbeiteten Fassung vom 10. Dezember 2014 wird der Kooperationsverbund Gesundheitliche Chancengleichheit als wesentliche Quelle für kommunal orientierte Primärprävention und Gesundheitsförderung ausführlich beschrieben (S. 27f.). Grundsätzlich ist es nicht möglich, dass Krankenkassen im Rahmen von Prävention und Gesundheitsförderung auf Dauer angelegte Personalstellen finanzieren – hier sind die Koordinierungsstellen Gesundheitliche Chancengleichheit ausdrücklich die einzige Ausnahme (S. 26).

## Mitgliedsorganisationen
- Akademie für öffentliches Gesundheitswesen
- AOK-Bundesverband
- Arbeiterwohlfahrt Bundesverband e. V.
- Arbeitsgemeinschaft der deutschen Familienorganisationen e. V.
- Arbeitsgemeinschaft für Kinder- und Jugendhilfe (AGJ)
- Barmer
- Bayerisches Zentrum für Prävention und Gesundheitsförderung[14]
- Berufsverband der Kinder- und Jugendärzte e. V.
- Bundesagentur für Arbeit (BA)
- BKK Dachverband
- Bundesarbeitsgemeinschaft der Seniorenorganisationen e. V.
- Bundesarbeitsgemeinschaft Soziale Stadtentwicklung und Gemeinwesenarbeit e. V.
- Bundesarbeitsgemeinschaft Wohnungslosenhilfe e. V.
- Bundesverband der Ärztinnen und Ärzte des öffentlichen Gesundheitsdienstes e. V.
- Bundesverband der Zahnärzte des Öffentlichen Gesundheitsdienstes
- Bundesvereinigung Prävention und Gesundheitsförderung e. V.
- Bundesärztekammer
- Bundeszahnärztekammer
- Bundeszentrum für Ernährung
- Bundeszentrale für gesundheitliche Aufklärung (BZgA)
- DAK-Gesundheit
- Deutsche Allianz Klimawandel und Gesundheit (KLUG)
- Deutsche Arbeitsgemeinschaft für Jugendzahnpflege e. V. (DAJ)
- Deutsche Gesellschaft für Ernährung e. V.
- Deutsche Gesellschaft für Medizinische Soziologie
- Deutsche Gesellschaft für Public Health
- Deutsche Gesellschaft für Sozialmedizin und Prävention
- Deutsche Gesetzliche Unfallversicherung
- Deutsche Hauptstelle für Suchtfragen e. V.
- Deutsche Vereinigung für Soziale Arbeit im Gesundheitswesen e. V.
- Deutscher Caritasverband e. V.
- Deutscher Hebammenverband e. V.
- Deutscher Kinderschutzbund Bundesverband e. V.
- Deutscher Landkreistag
- Deutscher Olympischer Sportbund
- Deutscher Paritätischer Wohlfahrtsverband
- Deutscher Städtetag
- Deutscher Städte- und Gemeindebund
- Deutscher Volkshochschul-Verband (DVV)
- Deutsches Institut für Urbanistik (Difu)
- Deutsches Kinderhilfswerk e. V.
- Deutsches Rotes Kreuz
- Deutsches Zentrum für Altersfragen
- Diakonisches Werk der EKD e. V.
- Gesunde-Städte-Netzwerk
- Gesundheit Berlin-Brandenburg e. V.
- Hamburgische Arbeitsgemeinschaft für Gesundheitsförderung e. V. (HAG)
- Hessische Arbeitsgemeinschaft für Gesundheitsförderung (HAGE)
- Internationaler Bund (IB)
- IKK e. V.
- Knappschaft
- Landesvereinigung für Gesundheit und Akademie für Sozialmedizin Niedersachsen und Bremen e. V.
- Landesvereinigung für Gesundheit Sachsen-Anhalt e. V.
- Landesvereinigung für Gesundheitsförderung Mecklenburg-Vorpommern e. V.
- Landesvereinigung für Gesundheitsförderung Schleswig-Holstein e. V.
- Landesvereinigung für Gesundheitsförderung Thüringen e. V. (AGETHUR)
- Landeszentrale für Gesundheit in Bayern e. V.
- Landeszentrale für Gesundheitsförderung in Rheinland-Pfalz e. V.
- Landeszentrum Gesundheit Nordrhein-Westfalen
- Landschaftsverband Westfalen-Lippe
- LVR-Landesjugendamt Rheinland
- Ministerium für Arbeit, Gesundheit und Soziales des Landes Nordrhein-Westfalen
- Ministerium für Arbeit, Soziales, Gesundheit, Frauen und Familie des Landes Brandenburg
- Ministerium für Soziales, Gesundheit und Integration Baden-Württemberg
- Nationale Armutskonferenz
- Prävention und Gesundheit im Saarland e. V. (PuGiS)
- Senatorin für Gesundheit und Frauen
- Sächsische Landesvereinigung für Gesundheitsförderung e. V.
- Senatsverwaltung für Wissenschaft, Gesundheit und Pflege
- Spitzenverband der landwirtschaftlichen Sozialversicherung
- Stiftung SPI
- Techniker Krankenkasse (TK)
- Umweltbundesamt
- Verband der Ersatzkassen e. V. (vdek)
- Volkssolidarität